# نومي أورغانيك تي
نومي أورغانيك تي Numi Organic Tea شركة متخصصة في الشاي في  الولايات المتحدة، مقرها في أوكلاند في كاليفورنيا.
تأسست عام 1999 على يد الأخوين أحمد وريم رحيم.
وتوفر الشركة أصناف الشاي المتنوعة منها الشاي المثلج والشاي السود والأخضر وغيرها.